# Ауамия
Ауамия (на арабски: العوامية) е град в Източната провинция на Саудитска Арабия. Населението му е 26 691 души (2010).
Разположен е на 8 метра надморска височина на брега на Персийския залив, на 20 километра северно от центъра на Дамам. Населението е шиитско, а основа на икономиката е нефтодобивът.

## Известни личности
Родени в Ауамия
- Нимр ан-Нимр (1959 – 2016), общественик